# 祐泉寺 (大阪市)
祐泉寺（ゆうせんじ）は、大阪府大阪市北区天満に位置する真宗大谷派の寺院である。山号は川勝山。本尊は阿弥陀如来。

## 歴史
聖徳太子の支援者、秦河勝の末裔が、大坂の石山本願寺の蓮如に帰依し、開祖となり開いた寺院。1498年（明応7年）に中央区玉造に創建されたと伝えられ、1635年（寛永12年）に現在地に移転した。
その後、1837年（天保8年）には大塩平八郎の乱で焼失し、再建後は第二次世界大戦での空襲も避けて残った。

## 交通
- Osaka Metro谷町線「天満橋駅」より徒歩で約5分。
- JR「大阪天満宮駅」より徒歩で約10分。